# 1978年のイギリスサルーンカー選手権
1978年のトライセントロール・イギリスサルーンカー選手権 (1978 Tricentrol British Saloon Car Championship) は、イギリスサルーンカー選手権の21年目のシーズン。3月19日のシルバーストン・サーキットで開幕し、10月7日のオウルトンパークにおける最終戦まで全12戦で争われた。今シーズンからトライセントロールがシリーズをスポンサードした。ミニ・1275 GTをドライブするリチャード・ロングマンがタイトルを獲得した。ミニにとって1969年以来のタイトルであった。

## 開催カレンダーと優勝者
複数クラスの混走による総合優勝者は太字
| ラウンド | ラウンド | サーキット                 | 開催日  | クラス A 優勝者            | クラス B 優勝者    | クラス C 優勝者        | クラス D 優勝者        |
| -------- | -------- | -------------------------- | ------- | -------------------------- | ------------------ | ---------------------- | ---------------------- |
| 1        | 1        | シルバーストン・サーキット | 3月19日 | リチャード・ロングマン     | リチャード・ロイド | トニー・ドロン         | ジェリー・マーシャル   |
| 2        | A        | オウルトンパーク           | 3月24日 | 開催せず                   | 開催せず           | トニー・ドロン         | ゴードン・スパイス     |
| 2        | B        | オウルトンパーク           | 3月24日 | リチャード・ロングマン     | リチャード・ロイド | 開催せず               | 開催せず               |
| 3        | 3        | スラクストン・サーキット   | 3月27日 | リチャード・ロングマン     | リチャード・ロイド | トニー・ドロン         | ゴードン・スパイス     |
| 4        | A        | ブランズ・ハッチ           | 4月1日  | リチャード・ロングマン     | リチャード・ロイド | 開催せず               | 開催せず               |
| 4        | B        | ブランズ・ハッチ           | 4月1日  | 開催せず                   | 開催せず           | トニー・ドロン         | ゴードン・スパイス     |
| 5        | A        | シルバーストン・サーキット | 5月28日 | リチャード・ロングマン     | リチャード・ロイド | 開催せず               | 開催せず               |
| 5        | B        | シルバーストン・サーキット | 5月28日 | 開催せず                   | 開催せず           | トニー・ドロン         | ゴードン・スパイス     |
| 6        | A        | ドニントン・パーク         | 6月25日 | リチャード・ロングマン     | リチャード・ロイド | 開催せず               | 開催せず               |
| 6        | B        | ドニントン・パーク         | 6月25日 | 開催せず                   | 開催せず           | トニー・ドロン         | クリス・クラフト       |
| 7        | A        | マロリー・パーク           | 7月2日  | 開催せず                   | 開催せず           | トニー・ドロン         | ゴードン・スパイス     |
| 7        | B        | マロリー・パーク           | 7月2日  | レックス・グリーンスレード | リチャード・ロイド | 開催せず               | 開催せず               |
| 8        | 8        | ブランズ・ハッチ           | 7月16日 | リチャード・ロングマン     | リチャード・ロイド | トニー・ドロン         | ジェフ・アラム         |
| 9        | A        | ドニントン・パーク         | 8月6日  | 開催せず                   | 開催せず           | 無し（優勝者失格）     | 無し（優勝者失格）     |
| 9        | B        | ドニントン・パーク         | 8月6日  | リチャード・ロングマン     | 無し（優勝者失格） | 開催せず               | 開催せず               |
| 10       | 10       | ブランズ・ハッチ           | 8月28日 | リチャード・ロングマン     | ウィン・パーシー   | バーリー・ウィリアムズ | ブライアン・ミュアー   |
| 11       | 11       | スラクストン・サーキット   | 9月10日 | リチャード・ロングマン     | リチャード・ロイド | バーリー・ウィリアムズ | ゴードン・スパイス     |
| 12       | A        | オウルトンパーク           | 10月7日 | 開催せず                   | 開催せず           | バーリー・ウィリアムズ | トム・ウォーキンショー |
| 12       | B        | オウルトンパーク           | 10月7日 | リチャード・ロングマン     | リチャード・ロイド | 開催せず               | 開催せず               |

## 選手権結果
| ドライバーズランキング | ドライバーズランキング | ドライバーズランキング |
| 順位                   | ドライバー             | ポイント               |
| ---------------------- | ---------------------- | ---------------------- |
| 1                      | リチャード・ロングマン | 100                    |
| 2                      | リチャード・ロイド     | 90                     |
| 3                      | トニー・ドロン         | 83                     |
| 4                      | ゴードン・スパイス     | 75                     |

## 参照
1. ↑  http://gtwap.co.uk/50_Years_of_the_BTCC/?width=600&topic=100.BTCC_1980-2001.wtxt
2. ↑  “アーカイブされたコピー”. 2011年7月16日時点のオリジナルよりアーカイブ。2010年9月30日閲覧。 Official list of BTCC champions
3. ↑  http://homepage.mac.com/frank_de_jong/Pages/1978%20BSCC.html